# Worksop
Worksop är en stad i distriktet Bassetlaw i Nottinghamshire i England. Den ligger på floden Ryton i norra delen av Sherwoodskogen. Den ligger östsydöst om city of Sheffield och har en beräknad befolkning på 39 800 invånare. Staden nämndes i Domedagsboken (Domesday Book) år 1086, och kallades då Werchesope.
I staden finns Worksop College, som delvis fungerar som internatskola. Fotbollslaget Worksop Town F.C. spelar i Conference North.
Några kända personer som är födda i Worksop är Bruce Dickinson (sångare i Iron Maiden), Donald Pleasence (skådespelare), Graham Taylor (fotbollsmanager) och Lee Westwood (golfare).